# Фольвейлер, Карл
Карл Фольвейлер (нем. Karl Vollweiler, иногда Шарль, фр. Charles; 27 ноября 1813, Оффенбах — 27 января 1848, Гейдельберг) — немецкий композитор, пианист и музыкальный педагог. Сын Георга Якоба Фольвейлера.
Начальное музыкальное образование получил у своего отца, затем учился во Франкфурте-на-Майне у Петера Хорра (посвятившего юному ученику Фортепианные вариации 1822 года) и Алоиса Шмитта. Концертировал с 1826 года, в 1834 г. отправился в продолжительное гастрольное турне, выступая в Нидерландах, Северной Германии, Дании и Швеции, осенью 1835 г. дал два концерта в Риге, после чего оказался в Санкт-Петербурге, где несколько лет работал как концертирующий пианист и педагог. Среди учеников Фольвейлера были, в частности, сёстры Вера и Наталья Погожевы, а также юный Владимир Стасов («Фольвейлер, хороший учитель из немцев, белокурый, голубоглазый», — говорится в биографии Стасова, написанной его племянницей В. Д. Стасовой). Участвовал в первых «музыкальных утрах» в Санкт-Петербургском университете, играл в ансамбле, в частности, с Николаем Бахметевым.
Написал симфонию (не опубликована), два фортепианных трио (op. 2, 15), вариации на русские темы для струнного квартета (op. 14), фортепианную сонату (op. 3), 6 мелодических этюдов (op. 4), 6 лирических этюдов (op. 9) и другие пьесы для своего инструмента, 4 песни на стихи Г. Гейне (op. 45). Переложил для фортепиано несколько пьес М. И. Глинки (в частности, Лезгинку из оперы «Руслан и Людмила»).